# Sergio Magistrelli
Sergio Magistrelli (Sedriano, 11 novembre 1951) è un ex calciatore italiano, di ruolo attaccante.

## Carriera

Magistrelli a Como nel 1970-1971

In Serie A ha vestito le maglie di Atalanta, Inter e Sampdoria. Ha giocato anche con Como, Palermo, Lecce e Francavilla.
All'inizio della carriera ha conquistato il titolo di capocannoniere della Serie B nelle file del Como, nella stagione 1970-1971, a pari merito col modenese Alberto Spelta con 15 reti realizzate, passando poi all'Atalanta.
Successivamente è approdato all'Inter, nell'operazione che ha portato Sergio Pellizzaro a Bergamo; qui non si è imposto titolare e non è riuscito ad andare in rete con continuità nella Sampdoria, proseguendo poi la carriera in Serie B.
Ha segnato un gol nella finale di Coppa Italia 1973-1974 quando vestiva la maglia del Palermo.
In carriera ha totalizzato complessivamente 85 presenze e 17 gol in Serie A e 283 presenze e 73 reti in Serie B.

## Palmarès

### Club

#### Competizioni nazionali
- Campionato italiano Serie C: 1

Como: 1967-1968 (girone A)

#### Competizioni internazionali
- Coppa Anglo-Italiana: 1

Francavilla: 1984

### Individuale
- Capocannoniere della Coppa Italia: 1

1975-1976 (7 gol)
- Capocannoniere della Serie B: 1

1970-1971 (15 gol)